# John Hamilton-Gordon, 1:e markis av Aberdeen och Temair
John Campbell Hamilton-Gordon, 1:e markis av Aberdeen och Temair, född 3 augusti 1847, död 7 mars 1934, känd som earlen av Aberdeen mellan 1870 och 1916, var en skotsk statsman. Han var sonson till premiärminister George Hamilton-Gordon, 4:e earl av Aberdeen. 
Aberdeen övergick 1878 till det liberala partiet, var vicekung på Irland i Gladstones ministär 1886 och Kanadas generalguvernör 1893–1898. Han var åter vicekung på Irland under ministärerna Henry Campbell-Bannerman och H.H. Asquith december 1905–januari 1915. År 1916 upphöjdes han till earl av Haddo och markis av Aberdeen och Temair.